# Азеев, Евстафий Степанович
Евстафий Степанович Азеев (23 февраля 1851, Киев — 14 декабря 1918/1920, Петроград) — российский композитор, хормейстер, педагог, автор и аранжировщик церковных песнопений.

## Биография
Евстафий Степанович Азеев родился в 1851 году в городе Киеве. В десятилетнем возрасте был принят в Придворную певческую капеллу. С 1875 года Азеев ассистировал учителю пения в капелле, в 1883 году сам стал таковым. В преподавательской деятельности, помимо прочего, уделял внимание соответствию мимики дирижёрскому жесту.
Из воспоминаний его ученика в Придворной певческой капелле, Иванова-Радкевича Павла:

Вёл эти уроки Евстафий Степанович Азеев. Среднего роста, сутулый, брил бороду, но оставлял маленькие усы. Император Александр III неоднократно говорил регенту Придворной капеллы Смирнову, помощником которого в то время был Азеев: «Когда же ваш Азеев совсем сбреет усы?». Но Азеев как-то ухитрялся обходить это замечание царя и сберегать свои усы. В систему занятий хорового класса Азеева входили: самостоятельный выбор учащимися репертуара, самостоятельная проработка его дома, разбор и разучивание его с хором. На занятиях хорового пения учащиеся сидели за партами, разгруппированные по голосам, а сам Азеев часто находился в учительской за стеной. Если во время урока в его отсутствие происходил беспорядок или шум, он входил из соседнего помещения, молча садился у стола рядом с дирижёром-учеником.

В 1883—1884 годах вместе с другими учителями капеллы под руководством Н. А. Римского-Корсакова участвовал в создании сборника «Пение при всенощном бдении древних роспевов». Работал также хормейстером Мариинского театра в Петербурге, участвовал в первых постановках опер «Псковитянка» и «Майская ночь» Римского-Корсакова, который высоко ценил его как хормейстера. После смерти Римского-Корсакова Евстафий Степанович редактировал и готовил к изданию его духовно-музыкальные сочинения (1913). В 1907—1917 годах Азеев преподавал в институте Святой Елены, Николаевском сиротском институте, на музыкальных курсах Е. Рапгофа.

## Творчество
Азеев — автор более 80 духовных сочинений, в том числе стихир и херувимских песен. Также Евстафий Степанович является автором нескольких романсов (включая «Спи, дитя моё, усни!» на стихи А. Н. Майкова). Основу церковного творчества Азеева составляют обработки древних распевов, следующие строгому стилю гармонии.

## Ученики
- Иванов-Радкевич, Павел Иосифович
- Егоров, Александр Александрович

## Отражение в музыке
- Евстафию Азееву посвятил свои «Десять переложений из Обихода» А. К. Лядов.
- Милий Балакирев посвятил ему переложение «Венецианской ночи» Глинки[2].